# Lista över Sveriges regentgemåler
Lista över Sveriges regentgemåler upptar de personer (mestadels kvinnor och endast i Fredrik I:s fall en man), som har varit gifta med en svensk regent (kung, regerande drottning eller riksföreståndare). Den upptar endast de personer, som var gifta med regenterna under deras tid som regenter. Personer, som var gifta med regenter innan deras regeringstid, såsom exempelvis Gustaf VI Adolfs första hustru Margaret av Connaught, upptas alltså inte. Kronprinsessan Victorias make prins Daniel upptas inte heller ännu, eftersom Victoria ännu inte är regent. Emellertid medtas gemålerna oavsett vilken titel deras make/maka hade som regent. Under vikingatiden och den tidiga medeltiden är uppgifterna om födelse, död och giftermål ytterst osäkra, men åtminstone från och med 1500-talet och framåt är uppgifterna säkerställda. Regentgemålernas position och maktställning har också växlat mycket under historiens gång. Flera av dem har själva utövat stor makt, vid sidan av sina regerande makar, särskilt under medeltiden, medan andra har varit mer undanskymda och kanske mest blivit kända som mödrar till tronföljare. De allra flesta av äktenskapen har ingåtts av dynastiska skäl i politiska försök att skapa nya allianser. Det är i princip först under 1900-talet, som man har kunnat frångå alliansprincipen och låta äktenskapen tillkomma på mer eller mindre frivillig grund.

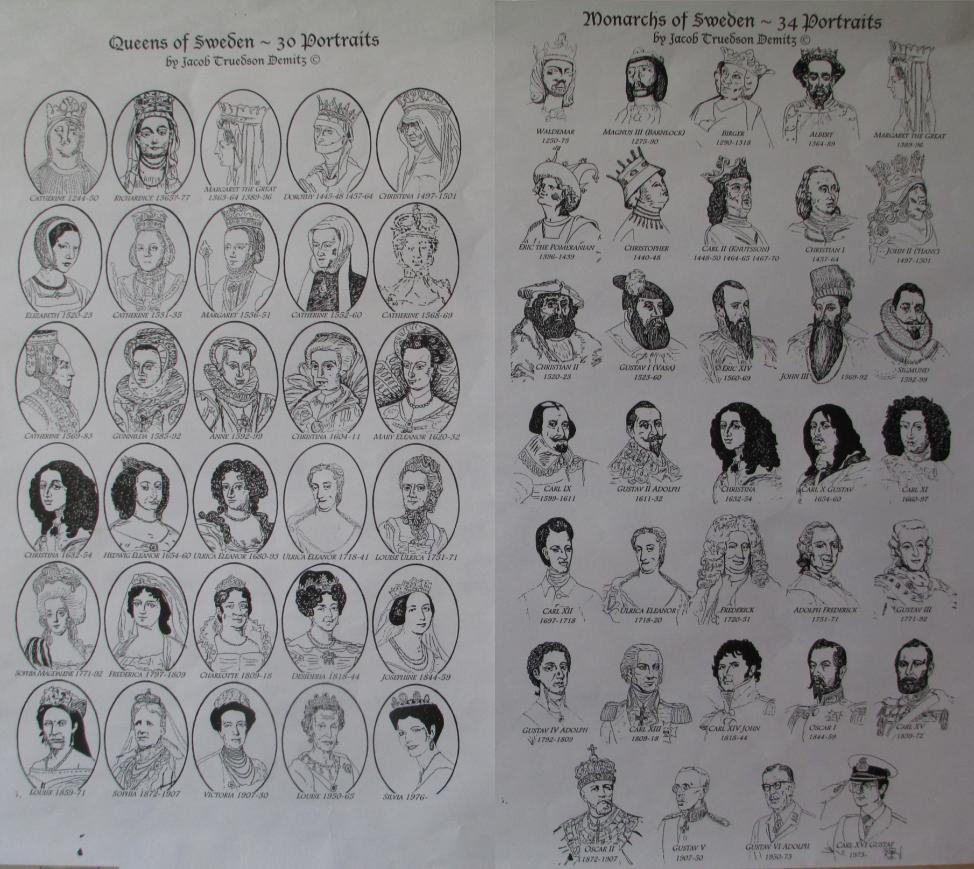
Några svenska drottningar och regenter

## Erik Segersälls ätt
| Namn                 | Bild            | Gift med        | Födelse     | Giftermål                 | Blev regentgemål     | Upphörde att vara regentgemål   | Död   | Källor |
| -------------------- | --------------- | --------------- | ----------- | ------------------------- | -------------------- | ------------------------------- | ----- | ------ |
| Sigrid Storråda      |                 | Erik Segersäll  | Cirka 960   | 970-talet?                | 970-talet?           | 980-talet/990-talet? skilsmässa | 1020? |        |
| Swiatoslawa av Polen |                 | Erik Segersäll  | Cirka 968?  | 980-talet/990-talet?      | 980-talet/990-talet? | 995 makens död                  | 1014? |        |
| Estrid               |                 | Olof Skötkonung | 979         | Cirka 1000?               | Cirka 1000?          | 1022 makens död                 | 1035  |        |
| Gunhild              | Anund Jakob     | Cirka 1010      | ?           | 1022 makens trontillträde | 1050 makens död      | 1060                            |       |        |
| Astrid Nialsdotter   | Emund den gamle | ?               | Cirka 1040? | 1050 makens trontillträde | 1060?                | 1060?                           |       |        |
| Namn                 | Bild            | Gift med        | Födelse     | Giftermål                 | Blev regentgemål     | Upphörde att vara regentgemål   | Död   | Källor |

## Stenkilska ätten
| Namn                   | Bild                                                 | Gift med          | Födelse       | Giftermål             | Blev regentgemål               | Upphörde att vara regentgemål | Död  | Källor |
| ---------------------- | ---------------------------------------------------- | ----------------- | ------------- | --------------------- | ------------------------------ | ----------------------------- | ---- | ------ |
| Helena                 |                                                      | Inge den äldre    | 1065          | ?                     | 1079/1080 makens trontillträde | 1105 makens död               | 1140 |        |
| Ingegerd Haraldsdotter |                                                      | Filip             | 1046          | Cirka 1095 eller 1096 | 1105 makens trontillträde      | 1118 makens död               | 1120 |        |
| Möjligen Ragnhild      | Målning av Ragnhild från cirka 1350 i Enångers kyrka | Inge den yngre    | 1075          | ?                     | 1105/1110 makens trontillträde | 1117                          | 1117 |        |
| Ulvhild Håkansdotter   |                                                      | Inge den yngre    | 1095          | 1117                  | 1117                           | 1125 makens död               |      |        |
| Rikissa av Polen       |                                                      | Magnus den starke | 12 april 1106 | 1127                  | 1127                           | 1130 makens avsättning        |      |        |
| Namn                   | Bild                                                 | Gift med          | Födelse       | Giftermål             | Blev regentgemål               | Upphörde att vara regentgemål | Död  | Källor |

## Sverkerska och erikska ätterna
| Namn                                 | Bild | Gift med                 | Födelse         | Giftermål             | Blev regentgemål                     | Upphörde att vara regentgemål     | Död                  | Källor |
| ------------------------------------ | ---- | ------------------------ | --------------- | --------------------- | ------------------------------------ | --------------------------------- | -------------------- | ------ |
| Ulvhild Håkansdotter                 |      | Sverker den äldre        |                 | 1134                  | 1134                                 | 1148                              | 1148                 |        |
| Rikissa av Polen                     |      | Sverker den äldre        |                 | 1148                  | 1148                                 | 1150-talet                        | 1150-talet           |        |
| Kristina Björnsdotter                |      | Erik den helige          | 1120-talet      | 1149 eller 1150       | 1156 makens trontillträde            | 18 maj 1160 makens död            | 1170                 |        |
| Birgitta Haraldsdotter               |      | Magnus Henriksson        | 1130            | ?                     | 1160 makens trontillträde            | 1161 makens död                   | 1209                 |        |
| Kristina Stigsdotter Hvide           |      | Karl Sverkersson         | 1145            | 1164                  | 1164                                 | 12 april 1167 makens död          | 1200                 |        |
| Till namnet okänd                    |      | Knut Eriksson            | Cirka 1145      | 1160                  | 12 april 1167 makens trontillträde   | 1193 gick i kloster               | Efter 1193           |        |
| Benedikta Ebbesdotter                |      | Sverker den yngre        | 1160-talet      | Cirka 1185            | 1195/1196 makens trontillträde       | 1199/1200                         | 1199/1200            |        |
| Ingegärd Birgersdotter               |      | Sverker den yngre        | 1180            | 1200                  | 1200                                 | 31 januari 1208 makens avsättning | 7 april 1230?        |        |
| Rikissa av Danmark                   |      | Erik Knutsson            | 1190 eller 1191 | 1210                  | 1210                                 | 10 april 1216 makens död          | 8 maj 1220           |        |
| Troligen okänd kvinna av Bjälboätten |      | Knut Långe               | Okänt           | Okänt                 | Tidigast 1229 (makens trontillträde) | Senast 1234 (makens död)          | Okänt                |        |
| Katarina Sunesdotter                 |      | Erik den läspe och halte | 1215            | Cirka 1243 eller 1244 | Cirka 1243 eller 1244                | 2 februari 1250 makens död        | Början av 1250-talet |        |
| Namn                                 | Bild | Gift med                 | Födelse         | Giftermål             | Blev regentgemål                     | Upphörde att vara regentgemål     | Död                  | Källor |

1. ↑  Knut Erikssons drottning var en till namnet okänd kvinna. Hon finns endast omnämnd i ett påvebrev från 1193, men inte till namnet. För spekulationer om hennes namn, se artikeln Cecilia Johansdotter

## Bjälboätten
| Namn                                 | Bild                                                                                 | Gift med               | Födelse    | Giftermål                             | Blev regentgemål                           | Upphörde att vara regentgemål           | Död                              | Källor |
| ------------------------------------ | ------------------------------------------------------------------------------------ | ---------------------- | ---------- | ------------------------------------- | ------------------------------------------ | --------------------------------------- | -------------------------------- | ------ |
| Sofia Eriksdotter                    |                                                                                      | Valdemar Birgersson    | 1241       | 1260                                  | 1260                                       | 22 juli 1275 makens avsättning          | 1286                             |        |
| Helvig av Holstein                   |                                                                                      | Magnus Ladulås         | 1250-talet | 11 november 1276                      | 11 november 1276                           | 18 december 1290 makens död             | Cirka 1324?                      |        |
| Märta av Danmark                     | Birgers och Märtas gravsten                                                          | Birger Magnusson       | 1277       | November 1298                         | November 1298                              | Mars eller april 1318 makens avsättning | 3 oktober 1341                   |        |
| Blanka av Namur                      |                                                                                      | Magnus Eriksson        | 1320       | Oktober eller början av november 1335 | Oktober eller början av november 1335      | 1363                                    | 1363                             |        |
| Beatrix av Bayern                    | Gravsten för dem som har begravts i Stockholms svartbrödrakloster, däribland Beatrix | Erik Magnusson         | ?          | 1355 eller 1356                       | 17 oktober 1356 makens utropande till kung | 20 juni 1359 makens död                 | 25 december 1359                 |        |
| Margareta Valdemarsdotter av Danmark |                                                                                      | Håkan Magnusson        | Våren 1353 | 9 april 1363                          | 9 april 1363                               | 15 februari 1364 makens avsättning      | 28 oktober 1412                  |        |
| Rikardis av Schwerin                 |                                                                                      | Albrekt av Mecklenburg | 1348       | 1365                                  | 1365                                       | Mellan 23 april och 11 juni 1377        | Mellan 23 april och 11 juni 1377 |        |
| Namn                                 | Bild                                                                                 | Gift med               | Födelse    | Giftermål                             | Blev regentgemål                           | Upphörde att vara regentgemål           | Död                              | Källor |

## Regentgemåler under Kalmarunionens tid
| Namn                           | Bild                   | Gift med                    | Födelse          | Giftermål            | Blev regentgemål                                      | Upphörde att vara regentgemål                           | Död              | Källor |
| ------------------------------ | ---------------------- | --------------------------- | ---------------- | -------------------- | ----------------------------------------------------- | ------------------------------------------------------- | ---------------- | ------ |
| Filippa av England             |                        | Erik av Pommern             | 4 juni 1394      | 26 oktober 1406      | 26 oktober 1406                                       | 5 januari 1430                                          | 5 januari 1430   |        |
| Katarina Karlsdotter           | Katarinas gravsten     | Karl Knutsson               | 1418             | 5 oktober 1438       | 17 oktober 1438 makens tillträde som riksföreståndare | Hösten 1440 makens abdikation som riksföreståndare      |                  |        |
| Dorotea av Brandenburg         |                        | Kristofer av Bayern         | 1430             | 10 september 1445    | 10 september 1445                                     | 6 januari 1448 makens död                               |                  |        |
| Märta Lydekadotter Stralendorp |                        | Bengt Jönsson (Oxenstierna) | ?                | 1437                 | Januari 1448 makens val till riksföreståndare         | 20 juni 1448 makens abdikation som riksföreståndare     | ?                |        |
| Katarina Karlsdotter Sture     |                        | Nils Jönsson (Oxenstierna)  | ?                | ?                    | Januari 1448 makens val till riksföreståndare         | 20 juni 1448 makens abdikation som riksföreståndare     | ?                |        |
| Katarina Karlsdotter           | Katarinas gravsten     | Karl Knutsson               |                  | 5 oktober 1438       | 20 juni 1448 makens trontillträde                     | 7 september 1450                                        | 7 september 1450 |        |
| Dorotea av Brandenburg         |                        | Kristian I                  |                  | 26 oktober 1449      | 23 juni 1457 makens trontillträde                     | 23 juni 1464 makens avsättning                          | 10 november 1495 |        |
| Elin Gustavsdotter             |                        | Erik Axelsson               | ?                | September 1466       | 18 oktober 1466 makens val till riksföreståndare      | 12 november 1467 makens abdikation som riksföreståndare | 1495             |        |
| Kristina Abrahamsdotter        | Not med Kristinas namn | Karl Knutsson               | 1432             | April eller maj 1470 | April eller maj 1470                                  | 15 maj 1470 makens död                                  | 1492             |        |
| Ingeborg Åkesdotter            |                        | Sten Sture den äldre        | 1440-talet       | 1467                 | 1 juni 1470 makens val till riksföreståndare          | 6 oktober 1497 makens abdikation som riksföreståndare   |                  |        |
| Kristina av Sachsen            |                        | Hans                        | 24 december 1461 | 6 september 1478     | 6 oktober 1497 makens trontillträde                   | Augusti 1501 makens avsättning                          | 8 december 1521  |        |
| Ingeborg Åkesdotter            |                        | Sten Sture den äldre        |                  | 1467                 | 12 november 1501 makens val till riksföreståndare     | 14 december 1503 makens död                             | 1507             |        |
| Mette Ivarsdotter              |                        | Svante Nilsson              | 1465             | 17 november 1504     | 17 november 1504                                      | 31 december 1511 eller 2 januari 1512 makens död        | 1530-talet       |        |
| Kristina Nilsdotter            |                        | Sten Sture den yngre        | 1494             | 16 november 1511     | 23 juli 1512 makens val till riksföreståndare         | 3 februari 1520 makens död                              | 5 januari 1559   |        |
| Elisabet av Österrike          |                        | Kristian II                 | 18 juli 1501     | 12 augusti 1515      | 1 november 1520 makens trontillträde                  | 23 augusti 1521 makens avsättning                       | 19 januari 1526  |        |
| Namn                           | Bild                   | Gift med                    | Födelse          | Giftermål            | Blev regentgemål                                      | Upphörde att vara regentgemål                           | Död              | Källor |

## Vasaätten
| Namn                          | Bild | Gift med        | Födelse           | Giftermål                                                    | Blev regentgemål                                             | Upphörde att vara regentgemål       | Död               | Källor |
| ----------------------------- | ---- | --------------- | ----------------- | ------------------------------------------------------------ | ------------------------------------------------------------ | ----------------------------------- | ----------------- | ------ |
| Katarina av Sachsen-Lauenburg |      | Gustav Vasa     | 24 september 1513 | 24 september 1531                                            | 24 september 1531                                            | 23 september 1535                   | 23 september 1535 |        |
| Margareta Eriksdotter         |      | Gustav Vasa     | 1 januari 1516    | 1 oktober 1536                                               | 1 oktober 1536                                               | 26 augusti 1551                     | 26 augusti 1551   |        |
| Katarina Stenbock             |      | Gustav Vasa     | 22 juli 1535      | 22 augusti 1552                                              | 22 augusti 1552                                              | 29 september 1560 makens död        | 13 december 1621  |        |
| Karin Månsdotter              |      | Erik XIV        | 6 november 1550   | 13 juli 1567 inofficiellt i hemlighet 4 juli 1568 officiellt | 13 juli 1567 inofficiellt i hemlighet 4 juli 1568 officiellt | 29 september 1568 makens avsättning | 13 september 1612 |        |
| Katarina Jagellonica          |      | Johan III       | 1 september 1526  | 4 oktober 1562                                               | 30 september 1568 makens trontillträde                       | 16 september 1583                   | 16 september 1583 |        |
| Gunilla Johansdotter          |      | Johan III       | 25 juni 1568      | 21 februari 1585                                             | 21 februari 1585                                             | 17 november 1592 makens död         | 19 juli 1597      |        |
| Anna av Österrike             |      | Sigismund       | 16 augusti 1573   | 21 maj 1592                                                  | 17 november 1592 makens trontillträde                        | 31 januari 1598                     | 31 januari 1598   |        |
| Kristina av Holstein-Gottorp  |      | Karl IX         | 12 april 1573     | 8 juli 1592                                                  | 24 juli 1599 makens tillträde som riksföreståndare           | 30 oktober 1611 makens död          | 8 december 1625   |        |
| Maria Eleonora av Brandenburg |      | Gustav II Adolf | 11 november 1599  | 25 november 1620                                             | 25 november 1620                                             | 6 november 1632 makens död          | 18 mars 1655      |        |
| Namn                          | Bild | Gift med        | Födelse           | Giftermål                                                    | Blev regentgemål                                             | Upphörde att vara regentgemål       | Död               | Källor |

## Pfalziska ätten
| Namn                                | Bild | Gift med                  | Födelse           | Giftermål       | Blev regentgemål                     | Upphörde att vara regentgemål      | Död              | Källor |
| ----------------------------------- | ---- | ------------------------- | ----------------- | --------------- | ------------------------------------ | ---------------------------------- | ---------------- | ------ |
| Hedvig Eleonora av Holstein-Gottorp |      | Karl X Gustav             | 23 oktober 1636   | 24 oktober 1654 | 24 oktober 1654                      | 13 februari 1660 makens död        | 24 november 1715 |        |
| Ulrika Eleonora den äldre           |      | Karl XI                   | 11 september 1656 | 6 maj 1680      | 6 maj 1680                           | 26 juli 1693                       | 26 juli 1693     |        |
| Fredrik av Hessen–Kassel            |      | Ulrika Eleonora den yngre | 18 april 1676     | 24 mars 1715    | 5 december 1718 makans trontillträde | 29 februari 1720 makans abdikation | 25 mars 1751     |        |
| Ulrika Eleonora den yngre           |      | Fredrik I                 | 23 januari 1688   | 24 mars 1715    | 24 mars 1720 makens trontillträde    | 24 november 1741                   | 24 november 1741 |        |
| Namn                                | Bild | Gift med                  | Födelse           | Giftermål       | Blev regentgemål                     | Upphörde att vara regentgemål      | Död              | Källor |

## Holstein-Gottorpska ätten
| Namn                                          | Bild | Gift med        | Födelse      | Giftermål       | Blev regentgemål                                   | Upphörde att vara regentgemål  | Död               | Källor |
| --------------------------------------------- | ---- | --------------- | ------------ | --------------- | -------------------------------------------------- | ------------------------------ | ----------------- | ------ |
| Lovisa Ulrika av Preussen                     |      | Adolf Fredrik   | 24 juli 1720 | 18 augusti 1744 | 25 mars 1751 makens trontillträde                  | 12 februari 1771 makens död    | 16 juli 1782      |        |
| Sofia Magdalena av Danmark                    |      | Gustav III      | 3 juli 1746  | 4 november 1766 | 12 februari 1771 makens trontillträde              | 29 mars 1792 makens död        | 21 augusti 1813   |        |
| Fredrika Dorotea Vilhelmina av Baden          |      | Gustav IV Adolf | 12 mars 1781 | 31 oktober 1797 | 31 oktober 1797                                    | 29 mars 1809 makens abdikation | 25 september 1826 |        |
| Hedvig Elisabet Charlotta av Holstein-Gottorp |      | Karl XIII       | 22 mars 1759 | 7 juli 1774     | 13 mars 1809 makens tillträde som riksföreståndare | 5 februari 1818 makens död     | 20 juni 1818      |        |
| Namn                                          | Bild | Gift med        | Födelse      | Giftermål       | Blev regentgemål                                   | Upphörde att vara regentgemål  | Död               | Källor |

## Bernadotteska ätten
| Namn                     | Bild | Gift med        | Födelse          | Giftermål         | Blev regentgemål                       | Upphörde att vara regentgemål | Död              | Källor |
| ------------------------ | ---- | --------------- | ---------------- | ----------------- | -------------------------------------- | ----------------------------- | ---------------- | ------ |
| Desideria                |      | Karl XIV Johan  | 8 november 1777  | 17 augusti 1798   | 5 februari 1818 makens trontillträde   | 8 mars 1844 makens död        | 17 december 1860 |        |
| Josefina av Leuchtenberg |      | Oscar I         | 14 mars 1807     | 19 juni 1823      | 8 mars 1844 makens trontillträde       | 8 juli 1859 makens död        | 7 juni 1876      |        |
| Lovisa av Nederländerna  |      | Karl XV         | 5 augusti 1828   | 19 juni 1850      | 8 juli 1859 makens trontillträde       | 30 mars 1871                  | 30 mars 1871     |        |
| Sofia av Nassau          |      | Oscar II        | 9 juli 1836      | 6 juni 1857       | 18 september 1872 makens trontillträde | 8 december 1907 makens död    | 30 december 1913 |        |
| Victoria av Baden        |      | Gustaf V        | 7 augusti 1862   | 20 september 1881 | 8 december 1907 makens trontillträde   | 4 april 1930                  | 4 april 1930     |        |
| Louise av Battenberg     |      | Gustaf VI Adolf | 13 juli 1889     | 3 november 1923   | 29 oktober 1950 makens trontillträde   | 7 mars 1965                   | 7 mars 1965      |        |
| Silvia Renate Sommerlath |      | Carl XVI Gustaf | 23 december 1943 | 19 juni 1976      | 19 juni 1976                           |                               |                  |        |
| Namn                     | Bild | Gift med        | Födelse          | Giftermål         | Blev regentgemål                       | Upphörde att vara regentgemål | Död              | Källor |